# XB-22 (航空機)
ダグラス XB-22とは、アメリカ合衆国の航空機メーカーのダグラス社が陸軍航空隊に提案した、レシプロ双発爆撃機である。計画のみで実際に生産されていない。

## 概略
米陸軍航空隊は、ダグラス社のB-18を採用、同機は1930年代後半の主力爆撃機の地位を占めた。しかしながら、B-18はダグラス DC-2旅客機を爆撃機仕様としたものに過ぎず、ヨーロッパやアジアにおける軍事的緊張の高まりの中で、陳腐化したとみなされるようになる。
そこで、B-18のエンジンの出力を、6割アップしたバージョンとして提案されたのが「B-22」であった。だが、B-22にはいくつも性能を疑問視される点があり、エンジンを換装されることはなく計画は打ち切られた。
そのため、ダグラス社はB-18の改良型をあきらめ、ダグラス DC-3の機体を元にしたB-23を提案し、これが採用された。